# هانس وی. گایسندورفر
هانس وی. گایسندورفر (آلمانی: Hans W. Geißendörfer؛ زادهٔ ۶ آوریل ۱۹۴۱) کارگردان فیلم و فیلم‌نامه‌نویس اهل آلمان است.
وی همچنین برندهٔ جوایزی همچون گلدن کمرا، جایزه بامبی، جایزه گریمه و جایزه فیلم آلمان شده‌است.

## فیلم‌شناسی
- یوناتان (۱۹۷۰)
- کارلوس (۱۹۷۱) (فیلم تلویزیونی)
- کوه جادو (۱۹۸۲)
- عدالت (۱۹۹۳)